# Webring

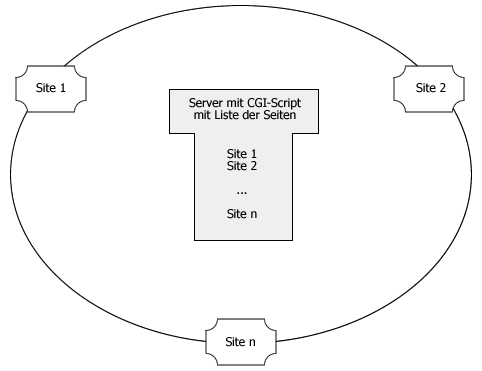
Schema di webring

Un webring è una collezione di siti internet, riuniti in una struttura circolare.
Viene usato per aumentare la visibilità dei siti che ne fanno parte, ma spesso l'obbiettivo principale è il miglioramento del ranking, in questi casi il webring può essere considerato una tecnica di ottimizzazione del posizionamento sui motori di ricerca.
I siti che fanno parte dello stesso webring hanno una barra di navigazione in comune; questa contiene almeno un collegamento al sito precedente e uno a quello successivo. L'origine del termine webring (letteralmente anello web) si deve all'idea iniziale per cui il navigatore, cliccando ripetutamente su questi link, alla fine ritornerebbe al sito da cui è partito. In realtà però la sequenza dei siti attraverso l'anello è generalmente gestita da un sito centrale, che si occupa di distribuire i link secondo un qualche criterio per massimizzare la pubblicità dei siti membri e minimizzare i problemi causati da quelli che dovessero eventualmente andare offline.
I webring sono generalmente organizzati intorno ad uno specifico tema. Di frequente hanno un moderatore che decide se accettare o meno i nuovi siti proposti. Dopo l'approvazione, il webmaster del sito che ne ha fatto richiesta, aggiunge le sue pagine all'anello tramite l'aggiunta del necessario codice HTML o JavaScript alle proprie pagine.

## Scopo e origini

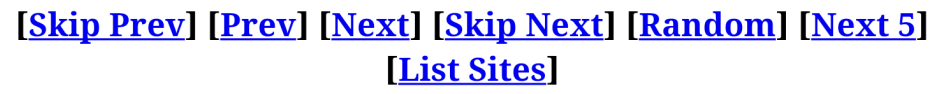
Menu di un Webring, uguale per tutti i siti facenti parte dello stesso anello, generalmente inserito nel footer dei siti

I webrings erano molto comuni agli albori del web, negli anni '90. Allora era molto più difficile trovare ottimi contenuti online. I siti web erano difficili da costruire, quindi non c'erano tante opzioni quante ne esistono oggi. Inoltre, i motori di ricerca erano lenti da caricare e spesso non fornivano risultati molto pertinenti. La tecnica del webring offrì una parziale soluzione a questo problema.
Sage Weil, ancora al liceo quando lanciò Webring.org nel 1995, ha reso il webring più facile da mantenere e tracciare attraverso uno script CGI, risolvendo il problema di cosa l'utente doveva fare quando c'era un collegamento morto (broken link).
L'idea di base di Weil era di moda alla fine degli anni '90 e divenne un argomento frequente negli articoli di giornale, che spesso parlavano positivamente del modo in cui gli anelli miglioravano l'esperienza digitale.
(Tina Kelley, New York Times, 1999.)
Un webring conteneva un elenco di siti web accomunati da un tema simile. Un singolo moderatore, o ringmaster, era incaricato di approvare e aggiungere ogni sito web a un webring. I siti partecipanti a un webring posizionavano quindi la casella di navigazione dell'anello nella parte inferiore del loro sito, il che portava i visitatori al sito successivo o precedente nell'elenco (a seconda dell'opzione selezionata). Se un visitatore si trovava sull'ultimo sito dell'elenco e faceva clic su successivo, l'elenco si riavvolgeva e caricava il primo sito Web nell'elenco, in sostanza formando un anello di siti Web.
La tecnologia per i webring era posseduta e gestita da webring.org, che fu acquistata da una società di investimento nel 1997. Questi investitori poco dopo (nel 1998) vendettero webring.org a GeoCities, un popolare strumento per la creazione di siti web all'epoca.
Nel 1998 Microsoft acquistò Internet Link Exchange, una rete pubblicitaria di banner che funzionava come un webring, per 265 milioni di dollari.

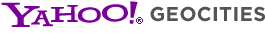
Una delle versioni del logo Geocities (1999-2009)

Nel gennaio 1999 Yahoo! acquistò GeoCities per 3,57 miliardi di dollari in azioni. Mentre GeoCities ha acquistato webring.org con un progetto su come integrare il servizio nel suo prodotto.
Quella che seguì fu una serie di eventi che avevano lo scopo di migliorare il servizio, ma invece lasciarono frustrati sia gli utenti esistenti che quelli nuovi.
Innanzitutto, la gestione di un webring richiedeva un account Yahoo! da gestire. Era necessario quindi che il ringmaster di un webring migrasse nel nuovo sistema. In più il sistema non teneva traccia di chi fosse il proprietario di un webring, il che significa che la prima persona che accedeva e si associava a un anello diventava il suo nuovo ringmaster. Ciò ha lasciato molti anelli bloccati, con i loro proprietari originali incapaci di rivendicarne la proprietà.
La nuova barra di navigazione di Yahoo! elencava la home page di Yahoo! Webring come hub dell'anello, incoraggiando i visitatori a raggiungere quella posizione centrale. Quando i visitatori arrivavano, vedevano la directory di webring di Yahoo! accompagnata da annunci, non la home page del Ringmaster che in precedenza era stata la norma. Ciò ha tolto molta enfasi a quel particolare webring e al ruolo di un ringmaster, ponendo invece l'attenzione sull'ecosistema di servizi di Yahoo!.
Nel 2001 Yahoo! ha rinunciato del tutto ai webring. La maggior parte del personale di webring è stata licenziata nel 2001 e in ottobre venduta a Tim Killeen, uno dei primi ingegneri che ha lavorato al sistema. Sebbene Killeen intendesse riportare il sistema ai suoi scopi originali, i motori di ricerca nel frattempo erano diventati più veloci e in grado di fornire risultati più accurati.

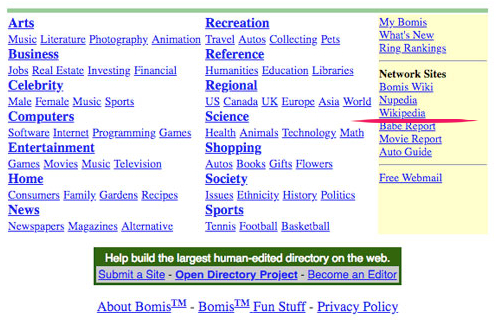
Esempio di webring: Bomis.com agli inizi degli anni 2000. Un link a Wikipedia è sulla destra.